# Ретт, Андреас
Андреас Ретт (нем. Andreas Rett; 2 января 1924, Фюрт, Бавария — 25 апреля 1997, Вена, Австрия) — австрийский педиатр, невролог и писатель. 

## Биография
Окончил школу в Инсбруке, там же поступил в Университет. Его обучение было прервано войной, во время которой он работал медиком в немецком военном госпитале. После войны Андреас продолжил обучение в Инсбруке, Бонне и Вене. В 1949 году получил медицинское образование и стал специализироваться в качестве педиатра, работая в Инсбруке, Вене и Цюрихе.
Андреас Ретт всю свою дальнейшую жизнь посвятил заботе и лечению детей с нервными расстройствами.  В Австрии того времени не существовало больниц, где дети могли получить необходимое лечение, а также рабочих мест для них, что делало их полностью изолированными от общества. Стараясь разрешить эти проблемы Ретт обращался к местным властям и мэру города Вены. Так, несмотря на некоторое сопротивление, в 1955 году при поддержке Отто Зигмунда, директора дома престарелых в Лайнце, Ретт начал работать с детьми-инвалидами в 17 отделении больницы Лайнца. В 1963 году Ретт вместе с Фрицем Мустером организовал в Вене первую мастерскую для подростков с неврологическими заболеваниями. Наконец, 1 апреля 1975 года Андреас Ретт открыл в Неврологическом центре г. Вены (Розенхюгель, нем. Rosenhügel) «Отделение для детей с нарушениями в развитии».
1966 году он опубликовал работу, где впервые было описано заболевание в дальнейшем получившее известность как «синдром Ретта».
В 1967 году читает курс лекций по неврологии и педиатрии в Венском университете, где в 1973 году становится доцентом.
Ретт был удостоен множества наград, а в 2002 году честь него был назван парк в Хитцинге (Andreas-Rett-Park).
Доктор Ретт был невероятно трудоспособным человеком, зачастую он работал по 16 часов в сутки 7 дней в неделю. В течение жизни им было написано более 300 научных статей по медицинской тематике.

## Синдром Ретта
Несмотря на распространённую версию, что впервые синдром был описан в 1966 году, обнаружен он был в 1954 году, а всемирное признание, как отдельное заболевание получил в 1983 году. 
Так в 1954 году Андреас обследовал двух девочек и отметил у них кроме регресса психического развития, особые стереотипные движения в виде «сжимания рук» или напоминающие «мытье рук». В своих записях он отыскал несколько подобных случаев, что натолкнуло его на мысль об уникальности заболевания. Отсняв на видеоплёнку своих пациенток доктор Ретт отправился по всей Европе в поисках детей с похожими симптомами. В 1966 в Австрии он опубликовал свои исследования в паре немецких журналов, но они не получили всемирную огласку, даже после публикации на английском языке в 1977 году. Лишь в 1983 году после публикации шведского исследователя Dr. Bengt Hagberg и его коллег, заболевание было выделено в отдельную нозологическую единицу, и названо в честь его первооткрывателя «синдромом Ретта». 

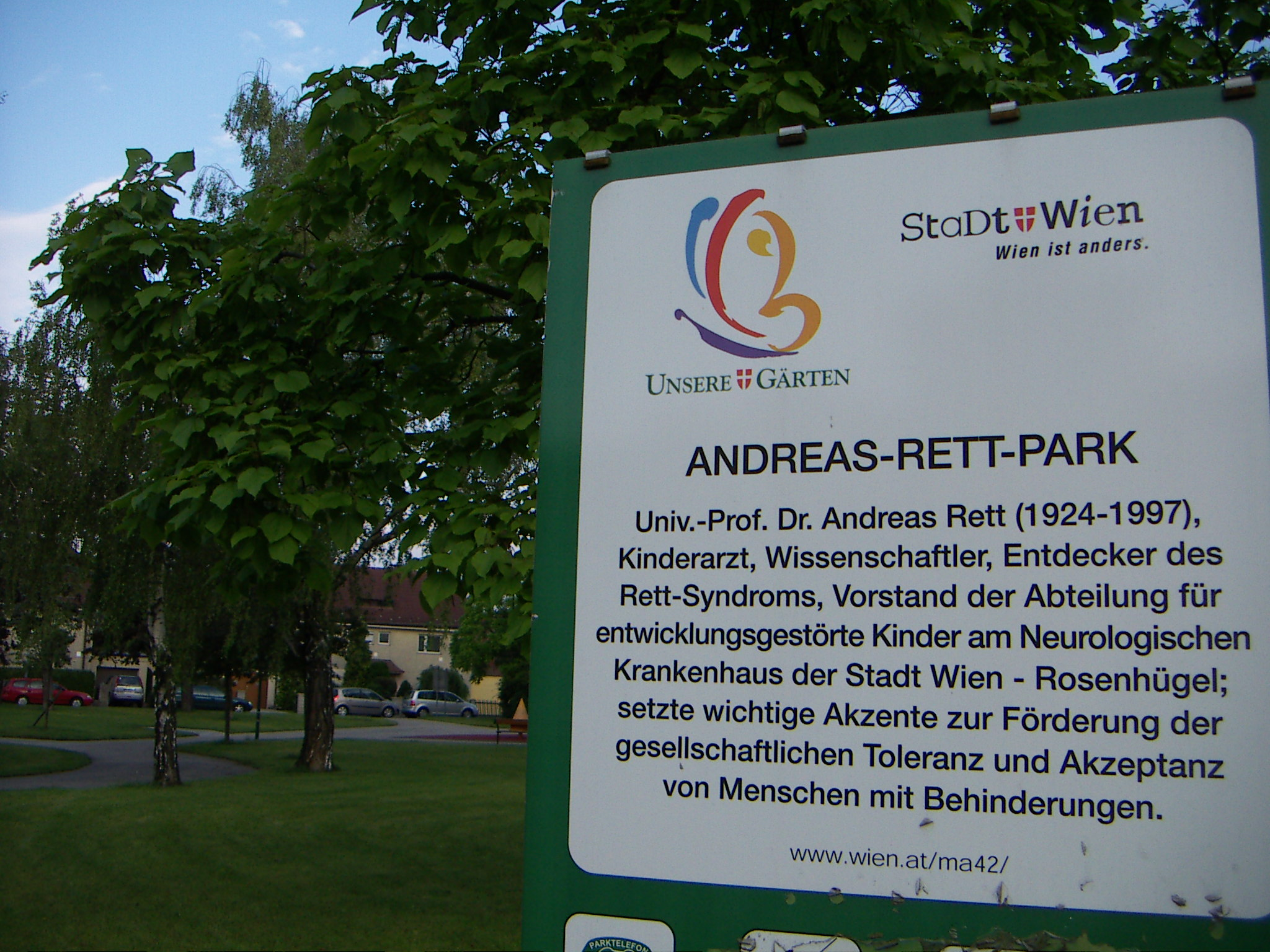
Парк Андреаса Ретта, Вена, Хитцинг

В ходе дальнейших исследований, в 1999 году, была открыта генетическая природа заболевания: к заболеванию приводят мутации в X-сцепленном гене МЕСР2. Этот ген кодирует метил-СрG-связывающий белок 2(МеСР2).